# آنجلا کندی
آنجلا کندی (انگلیسی: Angela Kennedy؛ زادهٔ ۲۸ فوریهٔ ۱۹۷۶) شناگر اهل استرالیا است.
وی در مسابقات کشوری و بین‌المللی در مجموع برندهٔ ۱ مدال طلا، ۱ مدال نقره، ۳ مدال برنز شده‌است.